# County Fair (film 1937)
County Fair è un film del 1937, diretto da Howard Bretherton. È un remake del film Gangsters del 1932.